# Tomas Masiulis
Tomas Masiulis,  (nacido el 19 de septiembre de 1975 en Kaunas, Lituania)  es un  exjugador de baloncesto lituano. Con 2.05 de estatura, su puesto natural en la cancha era el de ala-pívot. 

## Trayectoria
- Statyba Vilnius (1994-1995)
- Žalgiris Kaunas (1995-2002)
- Mens Sana Siena (2002)
- Prokom Sopot (2004-2008)
- Žalgiris Kaunas (2008)
- Aisčiai Kaunas (2008-2009)